# 브루클린 칼리지

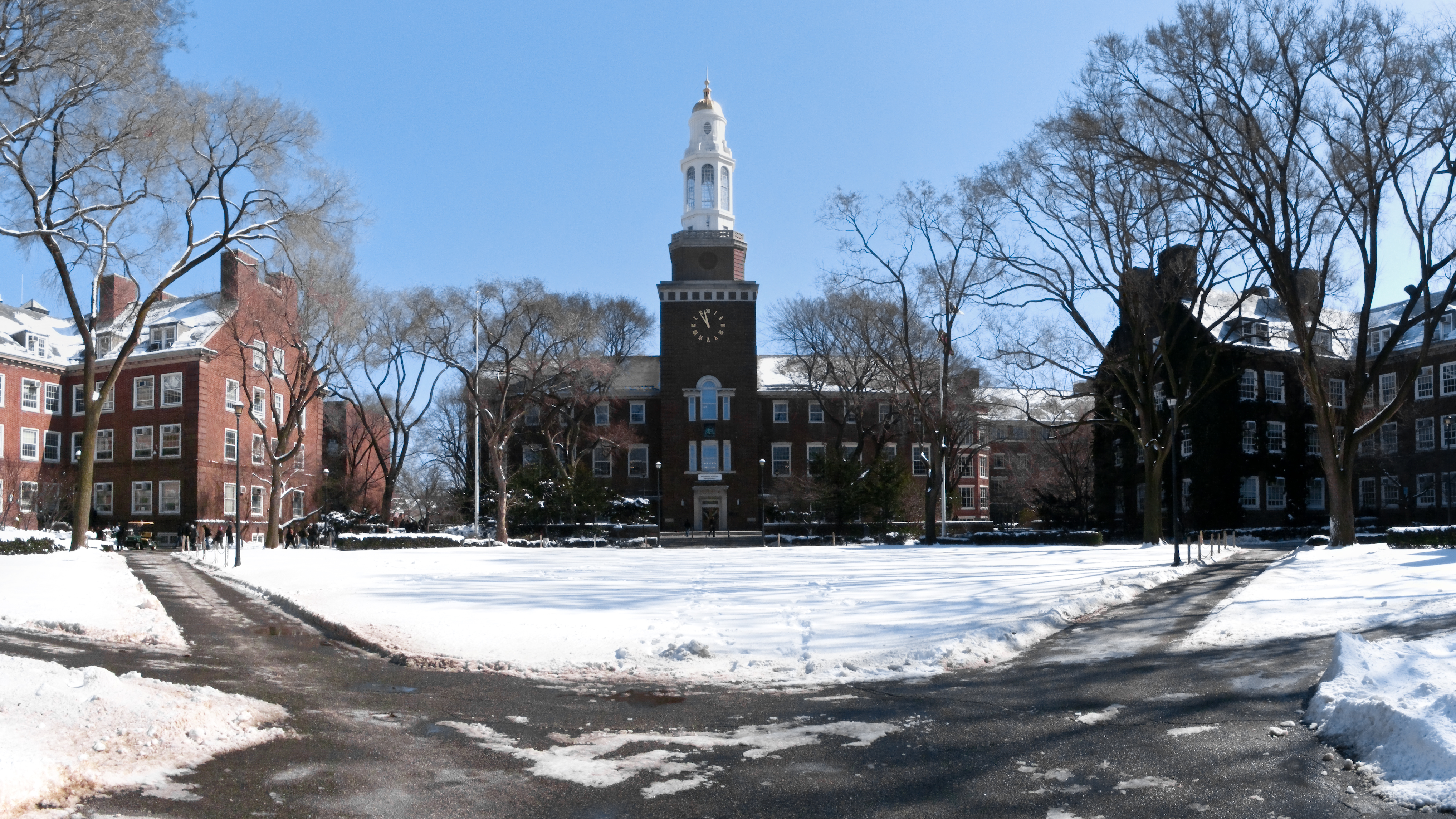

브루클린 칼리지는 뉴욕주 뉴욕 시 브루클린에 위치한 뉴욕 시립 대학교의 4년제 대학 중 하나이다. 1930년에 헌터 대학교의 다운타운 브루클린 분교로 설립되었고 뉴욕 시립대학교(CUNY)의 브루클린 분교와 통합되면서 뉴욕 시 최초의 공립 남녀공학 리버럴 아츠 칼리지가 되었다.

## 학부
브루클린 칼리지는 5개의 학부로 이루어져있다.
- 경영 대학
- 교육 대학
- 인문사회과학 대학
- 자연행동과학 대학
- 시각미디어공연예술 대학